# Grímsstaðamúli
Der Grímsstaðamúli ist ein Berg im Westen von Island.

## Name
Man vermutet, der Berg habe früher auch Skarðsheiði geheißen, wie der hohe Gebirgszug bei Borgarnes. Dies schließt man aus dem überlieferten Namen eines früher viel bereisten Weges an seinem Fuß, der vom Westen Islands auf die Halbinsel Snæfellsnes hinausführt (Skarðsheiðarvegur).

## Lage
Der Berg liegt am Eingang zum Hítadalur, einer vom Zentralvulkan der Ljósufjöll beherrschten Gegend.
Er ragt wie eine Klippe aus der sumpfigen Ebene der Mýrar nördlich von Borgarnes auf. Nördlich von ihm liegt das Hraundalur, östlich das Grenjadalur.

## Gestalt
Der oben abgeflachte Berg erreicht seine höchste Höhe von 495 m in der auf dem Gipfelplateau ruhenden Anhöhe Hrosshyrna.

## Verlassene Höfe
Südlich unterhalb von ihm befinden sich die inzwischen aufgelassenen Bauernhöfe Grímsstaðir und Grenjastaðir.

## Wandern
Vom Hof Grímsstaðir aus kommt man leicht auf das Hochplateau und auf den Gipfel Hrosshyrna.